# Драга Башћанска
Драга Башћанска је насељено место у саставу општине Башка, на острву Крку у Приморско-горанској жупанији, Република Хрватска.

## Историја
До територијалне реорганизације у Хрватској налазила се у саставу старе општине Крк.

## Становништво
На попису становништва 2011. године, Драга Башћанска је имала 253 становника.

## Попис1991.
На попису становништва 1991. године, насељено место Драга Башћанска је имало 305 становника, следећег националног састава:
| Попис 1991.‍  | Попис 1991.‍  | Попис 1991.‍ | Попис 1991.‍ | Попис 1991.‍ |
| ------------ | ------------ | ----------- | ----------- | ----------- |
|              |              |             |             |             |
| Хрвати       | Хрвати       |             | 300         | 98,36%      |
| Југословени  | Југословени  |             | 1           | 0,32%       |
| Мађари       | Мађари       |             | 1           | 0,32%       |
| Македонци    | Македонци    |             | 1           | 0,32%       |
| неопредељени | неопредељени |             | 1           | 0,32%       |
| непознато    | непознато    |             | 1           | 0,32%       |
| укупно: 305  |              |             |             |             |